# Peligrosidad
La peligrosidad generalmente se refiere a la probabilidad de ocurrencia de una situación peligrosa. No debe confundirse peligrosidad con vulnerabilidad o riesgo que son conceptos relacionados pero diferentes del de peligrosidad. Es una combinación de las acciones derivadas del mismo pero en cadena de lo favorable por definir y tener en cuenta.
Así se dice que un determinado conjunto A de situaciones o ubicaciones presentan mayor peligrosidad que otro conjunto de situaciones o ubicaciones B si se cumple la siguiente relación entre probabilidades condicionales que:

{\displaystyle {\text{Prob}}(P|A)>{\text{Prob}}(P|B)}

donde P es un evento potencialmente peligroso.
Para la predicción de la peligrosidad se utilizan informes, un diagnóstico clínico, aspectos de riesgo y protección de las personas, estrategias de prevención y protección que platean los Estados y la rehabilitación. 

## Peligrosidad, vulnerabilidad y riesgo
El concepto de vulnerabilidad es diferente del de peligrosidad, la vulnerabilidad se definiría como la probabilidad de unos determinados daños D dado el hecho de que se produce un evento peligroso P en forma de probabilidad condicionada, la vulnerabilidad frente a daños de tipo D es:

{\displaystyle V_{D|P}={\text{Prob}}(D|P)}

Finalmente el riesgo es el una medida de los daños producidos dada una peligrosidad y una vulnerabilidad, por ejemplo el valor esperado de los daños:

{\displaystyle R_{P}=\mathbb {E} (D|P)=\int _{\Omega }D\cdot {\text{Prob}}(D|P)dP}

## Peligrosidad social
Podemos aquí hablar de dos definiciones importantes sobre peligrosidad social:
- ECHEBURÚA: “Probabilidad potencial de que una persona pueda llevar a cabo alteraciones de la conducta que impliquen riesgo para quien las padece o para otras personas que les rodean con la probabilidad de que estos comportamientos impliquen hechos delictivos”

- JIMÉNEZ: “Persona que, por sus características, hábitos o normas de comportamiento, puede perturbar la convivencia social o quebrantar gravemente las normas que la rige"

## Criterios de peligrosidad
Personalidad
- Rasgos Paranoide o impulsivos;
- Impulsividad;
- Excitabilidad;
- Intolerancia a la frustración;
- Necesidad inmediata de gratificación;
- Elevado egocentrismo cognitivo y afectivo;
- Baja estima de sí mismo / fachada de seguridad

Psicopatología
- Consumo;
- Trastorno de personalidad antisocial, esquizoide, paranoide, límite;
- Negativista desafiante;
- Psicosis sin tratamiento, trastorno delirante, paranoide, esquizofrenia;
- Manía:  se trata de un síndrome o cuadro clínico, que suele ser episódico, caracterizado por la excitación psicomotriz derivada de una exaltación de la consciencia de sí mismo. Es decir, es el estado de ánimo contrapuesto a la depresión en el que se pueden dar, además de una euforia anormal y excesivo humor, demasiada alegría, una conducta desinhibida e incluso aumento de la autoestima que puede alcanzar una ideación cercana a los delirios de grandeza;
- Descontrol de impulsos, explosivo intermitente;
- Celotípia (cuando los celos si manifiestan en una doenza grave)

Delictual
- Delitos antes de los 16 años;
- Escalada delictual;
- Delitos con fuerza, violentos;
- Delitos sexuales;
- Asesinato;
- Riñas (son peleas- es una pelea o un enfrentamiento; el concepto suele hacer referencia a una contienda que incluye violencia física para dirimir el conflicto)

Motivacional
Si evalúa:
- Principios, valores, ideales de vida;
- Intereses;
- Necesidad y oportunidad (en los crimines)

Psicosociales (si evalúa las condiciones presentes en el entorno de la persona que la hacen tener dado comportamiento)
- Pobreza (necesidad);
- Familia delictual / desorganizada;
- Maltrato, abuso, abandono infantil;
- Absentismo, abandono, fracaso escolar;
- Inestabilidad social / laboral / familiar

## Factores de protección de la peligrosidad
Hay criterios que “protegen” la persona de venir a tener en el futuro comportamientos que la haga cometer crímenes. Esto pasa por:
- Disposiciones personales favorables: Capacidad de aprendizaje; Autocontrol; Empatía natural;
- Disposiciones Sociales: Apoyo temprano y continuado;
- Disposiciones Contextuales: Vida en ambientes positivos.